# Abbaye de Preallo
L'abbaye de Preallo, ou santa Maria al Porale, est un ancien monastère augustinien puis cistercien situé dans la commune de Ronco Scrivia, au nord de l'agglomération de Gênes, en Ligurie, Italie).
Fondée en 1153 par une communauté augustinienne à propos de laquelle aucune information n'a été conservée, l'abbaye est reprise en main en 1237 par les moines de Rivalta. La communauté reste en place environ deux siècles et demi, puis est dissoute en 1481.

## Localisation et toponymie
L'abbaye est située dans un massif montagneux nommé Preallo. Son nom viendrait de là, suivant certaines sources. Néanmoins, par modification phonétique, le nom s'amuït en Porale. Selon d'autres auteurs, la fontaine à côté de laquelle l'abbaye a été bâtie, du nom de Perogallo, aurait été à l'origine du nom de l'établissement.

## Histoire

### Fondation augustinienne
L'histoire de l'abbaye de Preallo est très peu connue. De rares éléments permettent d'en connaître seulement les points saillants. Certains documents datant de 1153 montrent que l'abbaye existait à cette date, avec une forte probabilité de fondation à ce moment-là. La communauté fondatrice est augustinienne, mais le premier siècle de l'abbaye est presque inconnu.

### Monastère cistercien
Le 13 juin 1208, l'évêque de Tortone Obizzo (ou Opizzone) accepte la demande de l'abbé de Rivalta de construire une église et une abbaye à proximité de la fontaine. L'objectif est double : d'une part offrir un service religieux aux habitants de la région, qui n'en disposent alors pas, et d'autre part offrir hospitalité et assistance aux voyageurs parcourant l'antique Via Postumia. L'abbaye permettait également de sécuriser cette portion de route en dissuadant les bandits. Selon d'autres sources, en 1237, les moines cisterciens de Rivalta reprennent l'abbaye.
Durant les premières années, les cisterciens défrichent assez rapidement la région et y établissent des champs cultivés, mais aussi des prairies d'élevage. La communauté entretenait également des vignes et des châtaigneraies. Le monastère jouit alors, durant la première moitié du XIIIe siècle, d'une excellente réputation et reçoit en conséquence de nombreux dons ainsi que des vocations religieuses. Il est possible que Dante Alighieri y ait résidé durant un ou plusieurs de ses voyages.
En 1212, Innocent III accorde à l'abbaye de Preallo la « libertas romana », une extraterritorialité qui la place hors de la juridiction de l'évêque de Tortone. Cinq années plus tard, Honorius III confirme au monastère toutes ses possessions dans divers villages. Malgré le nombre de ses dernières, Preallo reste une communauté pauvre, ce qu'illustre la démarche de l'abbé Giovanni, qui emprunte dix lires en 1239 au chapitre de la cathédrale San Lorenzo de Gênes afin de payer des bures aux moines.
Un siècle plus tard, en 1330, cet état de pauvreté subsiste, la communauté de Preallo étant exemptée du paiement de la taxe due au Saint-Siège. En 1349, en revanche, la taxe est payée, signe potentiel d'une amélioration financière. En 1390, un nouveau refus, mais qui ne semble pas dû à la pauvreté, aboutit à l'excommunication de l'abbé.
En 1401, l'abbé de la communauté se nomme Manfredo et la communauté est déjà placée sous le régime de la commende.

### Fin de l'abbaye et devenir des bâtiments
Le 27 octobre 1481, l'abbaye de Preallo est fermée par une bulle de Sixte IV, et les bâtiments sont alors rattachés au prieuré San Teodoro de Gênes, qui dépend des Chanoines réguliers de la Sainte Croix de Mortara (it) et qui passe ensuite aux chanoines réguliers du Latran. Puis, le 14 avril 1642, les bâtiments restants sont vendus à Napoleone Spinola, comte de Ronco Scrivia, pour 15 000 lires, à l'exception de l'église qui devient paroissiale, à charge pour le comte de l'entretenir, ce qui est fait jusqu'en 1760. Par la suite, ce sont les habitants eux-mêmes qui prennent en charge les restaurations de l'édifice. Les autres bâtiments de l'abbaye sont entièrement détruits, mais la date ou les périodes de destruction ne sont pas connues,.

## Architecture
Les fouilles effectuées sous la route de Tana d'Orso ont mis au jour d'anciens égouts appartenant à l'ancienne citerne du monastère cistercien, ainsi que des squelettes humains. Ils permettent de supposer que l'abbaye médiévale était située à l'emplacement actuel des maisons du hameau de Porale.